# MTV Movie Awards 1995
La 4ª edizione degli MTV Movie Awards si è svolta il 10 giugno 1995 ai Warner Bros. Studios di Burbank, California, ed è stata presentata da Jon Lovitz e Courteney Cox.

## Performance musicali
Nel corso dello spettacolo si sono esibiti:
- Ramones (medley delle canzoni nominate come Miglior canzone)
- Boyz II Men (Water Runs Dry)
- Blue Traveler (Run-Around)
- TLC (Waterfalls)

## Parodie (Movie Spoofs)
Nel corso dello spettacolo sono stati parodiati:
- Speed
- Pulp Fiction
- Scemo & + scemo
- Intervista col vampiro

## Vincitori e candidati
I vincitori sono indicati in grassetto.

### Miglior film (Best Movie)
- Pulp Fiction, regia di Quentin Tarantino
- Il corvo - The Crow (The Crow), regia di Alex Proyas
- Forrest Gump, regia di Robert Zemeckis
- Intervista col vampiro (Interview with the Vampire), regia di Neil Jordan
- Speed, regia di Jan de Bont

### Miglior performance maschile (Best Male Performance)
- Brad Pitt - Intervista col vampiro (Interview with the Vampire)
- Tom Hanks - Forrest Gump
- Brandon Lee - Il corvo - The Crow (The Crow)
- Keanu Reeves - Speed
- John Travolta - Pulp Fiction

### Miglior performance femminile (Best Female Performance)
- Sandra Bullock - Speed
- Jamie Lee Curtis - True Lies
- Jodie Foster - Nell
- Uma Thurman - Pulp Fiction
- Meg Ryan - Amarsi (When a Man Loves a Woman)

### Attore più attraente (Most Desirable Male)
- Brad Pitt - Intervista col vampiro (Interview with the Vampire)
- Tom Cruise - Intervista col vampiro (Interview with the Vampire)
- Christian Slater - Intervista col vampiro (Interview with the Vampire)
- Keanu Reeves - Speed
- Andy García - Amarsi (When a Man Loves a Woman)

### Attrice più attraente (Most Desirable Female)
- Sandra Bullock - Speed
- Cameron Diaz- The Mask
- Demi Moore - Rivelazioni (Disclosure)
- Halle Berry - I Flintstones (The Flinstones)
- Sharon Stone - Lo specialista (The Specialist)

### Miglior performance rivelazione (Breakthrough Performance)
- Kirsten Dunst - Intervista col vampiro (Interview with the Vampire)
- Mykelti Williamson - Forrest Gump
- Hugh Grant - Quattro matrimoni e un funerale (Four Weddings and a Funeral)
- Cameron Diaz - The Mask
- Tim Allen - Santa Clause (The Santa Clause)

### Miglior coppia (Best On-Screen Duo)
- Sandra Bullock e Keanu Reeves - Speed
- Jim Carrey e Jeff Daniels - Scemo & + scemo (Dumb & Dumber)
- Tom Cruise e Brad Pitt - Intervista col vampiro (Interview with the Vampire)
- Juliette Lewis e Woody Harrelson - Assassini nati - Natural Born Killers (Natural Born Killers)
- Samuel L. Jackson e John Travolta - Pulp Fiction

### Miglior cattivo (Best Villain)
- Dennis Hopper - Speed
- Tom Cruise - Intervista col vampiro (Interview with the Vampire)
- Jeremy Irons - Il re leone (The Lion King)
- Tommy Lee Jones - Blown Away - Follia esplosiva (Blown Away)
- Demi Moore - Rivelazioni (Disclosure)

### Miglior performance comica (Best Comedic Performance)
- Jim Carrey - Scemo & + scemo (Dumb & Dumber)
- Tim Allen - Santa Clause (The Santa Clause)
- Tom Arnold - True Lies
- Jim Carrey - The Mask
- Adam Sandler - Billy Madison

### Miglior canzone (Best Song From a Movie)
- Big Empty cantata da Stone Temple Pilots  - Il corvo - The Crow (The Crow)
- Can You Feel the Love Tonight? cantata da Elton John - Il re leone (The Lion King)
- Girl, You'll be a Woman Soon cantata da Urge Overkill - Pulp Fiction
- I'll Remember cantata da Madonna - 110 e lode (With Honors)
- Regulate cantata da Warren G - Above the Rim

### Miglior bacio (Best Kiss)
- Lauren Holly e Jim Carrey - Scemo & + scemo (Dumb & Dumber)
- Julie Delpy e Ethan Hawke - Prima dell'alba (Before Sunrise)
- Juliette Lewis e Woody Harrelson - Assassini nati - Natural Born Killers (Natural Born Killers)
- Sandra Bullock e Keanu Reeves - Speed
- Jamie Lee Curtis e Arnold Schwarzenegger - True Lies

### Miglior sequenza d'azione (Best Action Sequence)
- La fuga dal bus / esplosione dell'aeroplano - Speed
- La fuga dall'esplosione della barca - Blown Away - Follia esplosiva (Blown Away)
- L'assalto al convoglio - Sotto il segno del pericolo (Clear and Present Danger)
- L'esplosione del ponte - True Lies

### Miglior sequenza di ballo (Best Dance Sequence)
- Uma Thurman e John Travolta - Pulp Fiction
- "The Brady Kids" - The Brady Bunch Movie
- Cameron Diaz e Jim Carrey - The Mask
- Arnold Schwarzenegger e Tia Carrere - True Lies

### Miglior nuovo film-maker (Best New Filmmaker)
- Steve James

### Premio alla Carriera (Lifetime Achievement Award)
- Jackie Chan